# Cazis

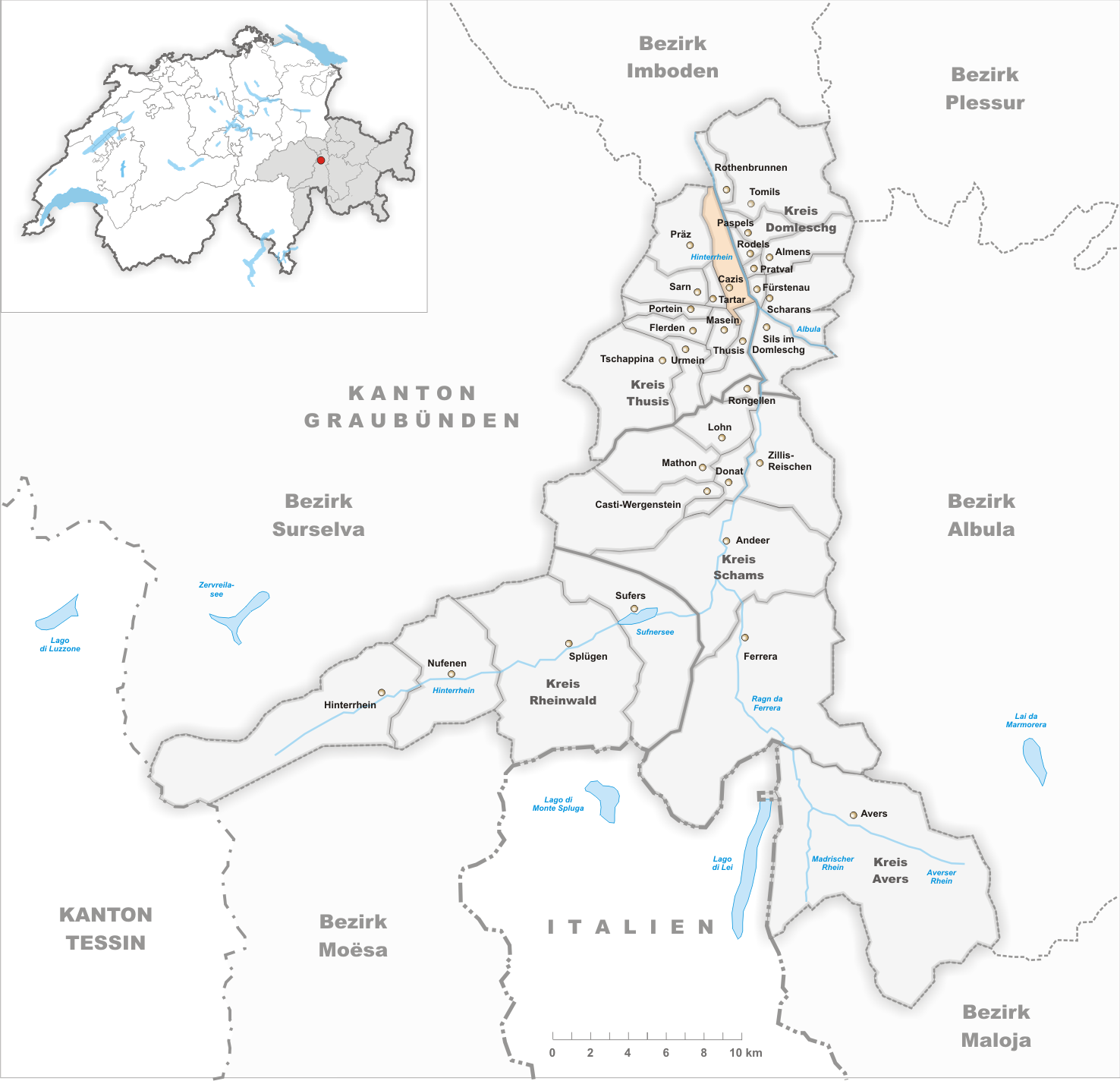
Cazis med gränserna före 2010 års kommunsammanslagning.

Cazis (rätoromanska: Cazas) är en ort och kommun i regionen Viamala i kantonen Graubünden, Schweiz. Kommunen har 2 416 invånare (2023) och ligger på västra sidan av floden Hinterrheins dalgång, och omfattar norra delen av landskapet Heinzenberg. Den fick sin nuvarande geografiska utsträckning år 2010, då de betydligt mindre kommunerna Portein, Präz, Sarn och Tartar införlivades.
"Gamla" Cazis hade 1 513 invånare år 2009. Kommunen bestod då av huvudbyn Cazis (inklusive de därmed sammanhängande småbyarna Summaprada och Schauenberg) samt småbyarna Luvreu, Oberrealta, Ratitsch, Realta och Unterrealta, samtliga belägna i eller intill dalbottnen. De införlivade byarna Portein (23 invånare 2009) , Präz (162 invånare), Sarn (137 invånare) och Tartar (162 invånare) ligger däremot högre upp på bergssluttningen ovanför Cazis.
1896 fick Cazis järnvägsförbindelse då den första delsträckan på Rhätische Bahn (Landquart-Chur-Thusis) öppnades.

## Språk
Det inhemska språket i regionen var förr sutselvisk rätoromanska. Genom närheten till det under 1500-talet germaniserade Thusis vann dock tyska språket allt större insteg. Ännu vid 1800-talets slut hade hälften av befolkningen rätoromanska som modersmål, men under 1900-talets lopp kom tyskan att successivt ta över helt. Ungefär samma process försiggick i de högre upp belägna bergsbyarna.

## Religion

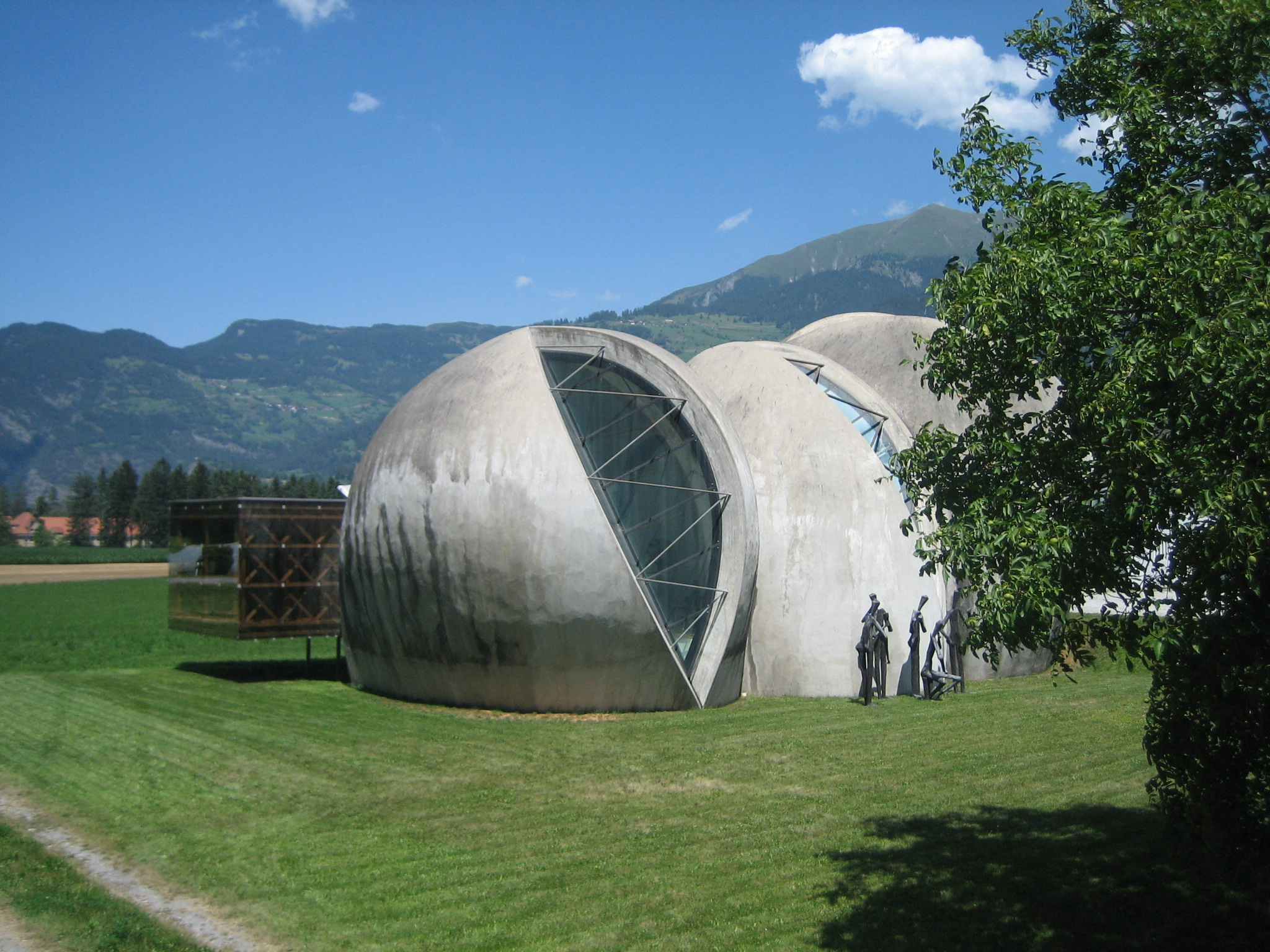
Steinkirche, den originella reformerta kyrkobyggnaden från 1997.

Kyrkorna i de nu inkorporerade bergsbyarna blev reformerta under perioden 1525-1540, förutom Tartar som blev paritetisk. Kyrkan i själva Cazis förblev däremot katolsk, vilket den var ensam om i Heinzenberg. Som en följd av inflyttning har i modern tid en betydande reformert minoritet uppstått, som 1997 fick en egen kyrka.

## Utbildning
I Cazis finns en grundskola, som på högstadiet tar emot elever från hela kommunen. I Sarn finns också en låg- och mellanstadieskola för eleverna i bergsbyarna. All undervisning bedrivs på tyska.

## Arbetsliv
I Cazis finns ett fängelse och en psykiatrisk klinik med anor från 1850-talet, samt ett dominikanerkloster med rötter ända till 700-talet, som numera också driver en hushållskola. Mer än hälften av de förvärvsarbetande pendlar ut från kommunen, främst till den angränsande distriktshuvudorten Thusis, men i hög grad också till kantonshuvudstaden Chur.